# Шляси-Лопеніте
Шляси-Лопеніте (пол. Szlasy-Łopienite) — село в Польщі, у гміні Рутки Замбровського повіту Підляського воєводства.
Населення — 56 осіб (2011).
У 1975-1998 роках село належало до Ломжинського воєводства.

## Демографія
Демографічна структура станом на 31 березня 2011 року:
|          | Загалом | Допрацездатний вік | Працездатний вік | Постпрацездатний вік |
| -------- | ------- | ------------------ | ---------------- | -------------------- |
| Чоловіки | 24      | 8                  | 15               | 1                    |
| Жінки    | 32      | 8                  | 15               | 9                    |
| Разом    | 56      | 16                 | 30               | 10                   |